# Liste der Naturdenkmäler in Kempten (Allgäu)
Die Liste der Naturdenkmäler in Kempten (Allgäu) listet die als Naturdenkmäler ausgewiesenen Einzelbestandteile der Natur in der kreisfreien Stadt Kempten (Allgäu) in Bayern auf, die nach § 28 BNatSchG  geschützt sind. Die Liste mit (damals) 50 Naturdenkmälern entspricht dem Stand vom 13. September 2013.

## Naturdenkmäler
| Objekttyp  | Nummer   | Objekt und Beschreibung | Bemerkung | Bild           |
| ---------- | -------- | --- | --- | -------------- |
| Baumgruppe |          | 7 Eichen bei der Kemptener Maschinenfabrik                                                                                           | Eintragung vor 1945                                                                                               |                |
| Baumgruppe |          | Baumreihe östlich des Unteren Spitalhofes: 6 Eschen und 1 Eiche (Lage)                                                               | Eintragung vor 1945                                                                                               | BW             |
| Baumgruppe |          | 1 Esche, 7 Eichen und 2 Linden nördlich der Bebauung Henkelstraße (Lage)                                                             | Eiche Nr. 3, nördlich Henkelstraße 27, im Jahr 2007 gefällt; Linde Nr. 6 Schutzstatus aufgehoben am 22. Juli 2009 | BW             |
| Baumgruppe |          | 2 Eichen als Grenzbäume an der Gemarkungsgrenze, östlich vom Multscherweg (Lage)                                                     | – | BW             |
| Einzelbaum |          | 1 Linde als Grenzbaum auf dem Grundstück Duracher Straße 32 (Lage)                                                                   | – | BW             |
| Einzelbaum |          | 1 Bergahorn auf dem Spielplatz Am Denzlerpark (Lage)                                                                                 | – | BW             |
| Einzelbaum | ND-06773 | „Eiche an der Eisenbahnbrücke“, 1 Eiche südlich(?) der Eisenbahnbrücke, am rechten Illerufer (Lage)                                  | – | BW             |
| Einzelbaum |          | 1 Eiche bei den Oberen Illerbrücken, am Rand der Grünanlage, beim König-Ludwig-Denkmal (Lage)                                        | Eintragung vor 1945                                                                                               |                |
| Baumgruppe |          | 2 Eichen auf dem Grundstück Eicher Ringweg 31 (Lage)                                                                                 | Eintragung vor 1945                                                                                               |                |
| Einzelbaum |          | 1 Eiche vor dem Grundstück Eicher Ringweg 27 (Lage)                                                                                  | – |                |
| Einzelbaum |          | 1 Eiche vor dem Grundstück Föhrenweg 2 (Lage)                                                                                        | – |                |
| Einzelbaum |          | 1 mehrstämmiger Bergahorn auf dem Grundstück Eicher Kapellenweg 6 (Lage)                                                             | – |                |
| Einzelbaum |          | 1 Eiche als Grenzbaum am Hirschsteig, westlich der Immenstädter Straße (Lage)                                                        | Eintragung am 15. September 1972                                                                                  |                |
| Einzelbaum |          | 1 dreistämmige Linde auf dem Grundstück Lessingstraße 30–36 (Lage)                                                                   | Eintragung am 15. September 1972                                                                                  |                |
| Einzelbaum | ND-06780 | „Fünfstämmige Esche am Feilberg“, 1 Esche auf dem Grundstück Adenauerring 112 (Lage)                                                 | Eintragung vor 1945                                                                                               | BW             |
| Einzelbaum |          | 1 Esche auf dem Grundstück Eggener Berg 4 (Lage)                                                                                     | Eintragung vor 1945                                                                                               | BW             |
| Einzelbaum |          | 1 Esche auf dem Grundstück Enzianweg 42 (Lage)                                                                                       | Eintragung vor 1945                                                                                               | BW             |
| Einzelbaum | ND-06782 | 1 Eiche am nördlichen Fahrbahnrand des Haubensteigweges auf Höhe der Einmündung Am Hohen Weg, bzw. Eiche vor dem Hohen Weg (Lage)    | Eintragung vor 1945                                                                                               | Weitere Bilder |
| Einzelbaum |          | 1 Linde auf dem Grundstück Unterheggers 1 (Lage)                                                                                     | Eintragung vor 1945                                                                                               | BW             |
| Baumgruppe |          | Baumgruppe bestehend aus 2 Sommerlinden und 2 Bergahornen, rechts oberhalb des Straßeneinschnittes der Rottenkolberstraße            | – |                |
| Baumgruppe | ND-06764 | 2 Linden auf dem Grundstück Bischof-Freundorfer-Weg 24, bzw. Bäume am Stiftskeller (Lage)                                            | Eintragung um 1911                                                                                                | BW             |
| Einzelbaum |          | 1 Linde auf dem Grundstück Memminger Straße 59 (Lage)                                                                                | – | Weitere Bilder |
| Einzelbaum |          | 1 Kastanie in der Grünanlage Ecke Kronenstraße/südlich des Pfeilergrabens (Lage): Rosskastanie (Aesculus hippocastanum)              | – |                |
| Einzelbaum |          | 1 Esche auf dem Grundstück Liegnitzer Straße 10 (Lage)                                                                               | – | BW             |
| Einzelbaum |          | Eiche am Mariaberg | Eintragung am 16. Juli 1979                                                                                       |                |
| Steinbruch |          | Steinbruch auf dem Lenzfrieder Höhenrücken (Lage): Siehe auch Liste der Geotope in Kempten (Allgäu).                                 | Eintragung am 16. Juli 1979; 0,0624 ha                                                                            | Weitere Bilder |
| Einzelbaum |          | Kastanie auf dem Grundstück Flst.Nr. 1873/5 der Gemarkung Sankt Mang                                                                 | Eintragung am 19. Mai 1987                                                                                        |                |
| Moor       |          | Übergangsmoor an der Reisachmühle (Lage)                                                                                             | Eintragung am 20. Juli 1981; 4,8 ha                                                                               | BW             |
| Einzelbaum | ND-06765 | Linde an der Orangerie (Lage) | Eintragung vor 1945                                                                                               |                |
| Einzelbaum |          | Linde an der Keckkapelle (Lage) | Eintragung vor 1945                                                                                               |                |
| Einzelbaum |          | Obstbaum (Birnsämling) in Sommers (Lage)                                                                                             | Eintragung um 1949                                                                                                | BW             |
| Steinbruch |          | Steinbrüche bei Tannen (Lage): Siehe auch Liste der Geotope in Kempten (Allgäu).                                                     | Eintragung um 1935                                                                                                | Weitere Bilder |
| Baumgruppe |          | Rosskastanienallee Oberlindenberg (Döbler)                                                                                           | Eintragung um 1911                                                                                                |                |
| Baumgruppe |          | Eschenallee an der Lenzfrieder Straße: Die Bäume stehen entlang des früheren Straßenverlaufs (vor Autobahnbau und Straßenverlegung). | Eintragung um 1911                                                                                                |                |
| Insel      | ND-06776 | „Georgsinsel in der Iller“ (Lage) | Eintragung vor 1945                                                                                               | Weitere Bilder |
| Findling   | ND-06777 | „Irrblock im Klostergarten“ bei St. Anton (Lage)                                                                                     | Eintragung um 1911                                                                                                | Weitere Bilder |
| Einzelbaum | ND-06783 | Grenzeiche am Kliff (Haubensteigweg), bzw. Eiche am Kliff (Haubensteigweg)                                                           | Eintragung vor 1945                                                                                               |                |
| Baumgruppe | ND-06784 | Eibe, Eichen und Umgebung auf dem Reichelsberg (Lage)                                                                                | Eintragung am 15. September 1972                                                                                  | BW             |
| Einzelbaum |          | Föhre auf dem Mariaberg (sog. Mulzer-Föhre) (Lage): eine Waldkiefer (Pinus sylvestris)                                               | Eintragung vor 1945                                                                                               | Weitere Bilder |
| Einzelbaum |          | Linde bei Prestlings (Lage): eine Sommerlinde, Tilia platyphyllos, hohler Stamm mit über 11 m Umfang                                 | Eintragung um 1935                                                                                                | BW             |
| Einzelbaum | ND-06785 | „Linde bei Feigen“ (Lage) | Eintragung um 1935                                                                                                | BW             |
| Einzelbaum |          | Eibe am Öschberg (Lage) | Eintragung um 1939                                                                                                | BW             |
| Wiese      | ND-06786 | „Schneeglöckchenwiese bei Elmatried“ (Lage)                                                                                          | Eintragung um 1935                                                                                                | BW             |
| Einzelbaum |          | Eiche in Leinschwenden | Eintragung um 1935                                                                                                |                |
| Findling   |          | Findling in der Mollenmühle (Lage)                                                                                                   | Eintragung um 1935                                                                                                | BW             |
| Findling   |          | Findling am Kollerbach (Lage) | Eintragung um 1939                                                                                                | BW             |
| Findling   |          | Findling südlich Heiligkreuz (Lage)                                                                                                  | Eintragung um 1935                                                                                                | BW             |

## Ehemalige und abgegangene Naturdenkmäler
| Objekttyp    | Nummer   | Objekt und Beschreibung                                       | Bemerkung | Bild |
| ------------ | -------- | ------------------------------------------------------------- | --- | ---- |
| Einzelbaum   | ND-06774 | „Esche im Freudental“, am Boleitestäffele (Lage)              | Eintragung um 1911, am 11. November 2009 gefällt, Aufhebung des Schutzes am 30. Oktober 2008. Schutzstatus angeblich noch immer „aktuell“ laut BayernAtlas (2024).                                                                                  |      |
| Einzelbaum   |          | 1 Blutbuche auf dem Grundstück Fürstenstraße 33–35 (Lage)     | Der Baum im hinteren Teil des Grundstücks (Ecke Hoföschle/Schleienweiher) wurde gefällt (vor Oktober 2021). | BW   |
| Geländepunkt | ND-06787 | „Aussichtspunkt bei Elmatried“, nördlich von Elmatried (Lage) | Eintragung um 1935, im Jahr 2010 gefällt, Aufhebung des Schutzes am 27. Juli 2010. – BayernAtlas (2024): nicht mehr in der Topographischen Karte eingezeichnet, aber Schutzstatus angeblich noch immer „aktuell“ laut Karte Naturdenkmale (Punkte). | BW   |

## Quelle
- Stadt Kempten (Allgäu), Untere Naturschutzbehörde (Amt für Umwelt- und Naturschutz)